# Anthribidae
Anthribidae, porodica kukaca kornjaša (Coleoptera) kojoj pripadaju tri potporodice: 
- 1) Anthribinae Billberg, 1820
- 2. Choraginae Kirby, 1819
- 3) Urodontinae Thomson, 1859[1]

Anthribidae građom tijela naginju pipama. Njihova ticala (antene) mogu biti duža od tijela.  Neke vrste nalaze se često po drveću zaraženom štitastim ušima kojima se ovi kornjaši i njihove ličinke hrane, tako da se ubrajaju korisnim kukcima., kao i gljivicama ispod kore i mrtvim drvetom, zbog čega ih vernakularno nazivaju i Fungus Weevils. 

## Znanstveni sinonimi
- Bruchelidae,
- Urodontidae
- Platostomatidae
- Platyrhinidae
- Platystomidae